# 3399 Kobzon
3399 Kobzon eller 1979 SZ9 är en asteroid i huvudbältet som upptäcktes den 22 september 1979 av den rysk-sovjetiske astronomen Nikolaj Tjernych vid Krims astrofysiska observatorium på Krim. Den har fått sitt namn efter den sovjetisk-ryske populärsångaren Iosif Kobzon (1937–2018).
Asteroiden har en diameter på ungefär sexton kilometer och den tillhör asteroidgruppen Themis.